# Eitner Ákos
Eiteritzi Eitner Ákos Zsigmond (Salomvár, Zala vármegye, 1906. január 28. – Kolumbia, 1991) nemzetiszocialista országgyűlési képviselő, földbirtokos.

## Élete
A római katolikus eiteritzi Eitner családnak a sarja. Apja Eitner Sándor (1871–1940), salomvári földbirtokos, anyja kisgeszényi Szabó Etelka (1884–1926) volt. Az apai nagyszülei Eitner Sándor (1835-1905), a sümegi takarékpénztár igazgatója, országgyűlési képviselő, bőrgyáros, és Rotter Julianna voltak. Az anyai nagyszülei kisgeszényi Szabó Zsigmond (1836–1904), kiskölkedi földbirtokos valamint zokoli és illyefalvi Csutor Karolina (1853–1898) voltak. Az anyai nagyanyai dédszülei zokoli és illyefalvi Csutor Imre (1813–1891) Zala vármegye alispánja, földbirtokos, és hottói Nagy Johanna (1818–1902) voltak. Apai nagybátyja eiteritzi Eitner Zsigmond (1862–1926) politikus, országgyűlési képviselő, zalai kormánybiztos-főispán. Fivérei: ifjabb Eitner Sándor, országgyűlési képviselő, földbirtokos és Eitner László, a zalaegerszegi Eitner féle téglagyár tulajdonosa.
Középiskolai tanulmányainak befejezése után a gazdasági akadémiát végezte el, azután a soproni huszárezredben szolgált mint karpaszomány viselésére jogosult önkéntes. A gazdálkodáson kívül tevékenységét főleg gazdasági körök szervezésére szentelte és több gazdasági körnek elnöke, sőt díszelnöke volt. Politikai kérdések iránt ugyan mindig érdeklődött, mert két atyai nagybátyja függetlenségi párti országgyűlési képviselő volt és azoknak a házában sokszor megfordult, de az aktív politikai életbe csak az elmúlt évek során kapcsolódott be, amikor 30 esztendős lett. Mezőgazdasági birtokának intenzív művelése mellett főleg baromfi-tenyésztéssel foglalkozik, ebben szakembernek érzi magát és szülő vármegyéjében a kisgazdákat is az okszerű baromfi-tenyésztésre serkenti. Az 1939. évi általános választáson a Pálffy Fidél-féle Nemzeti Szocialista Pártnak programjával választották meg a párt Zala-vármegyei listáján. Édestestvére Eitner Sándor országgyűlési képviselőnek, akivel együtt élénk részt vesz pártjának dunántúli szervező munkájában.